# Caloptilia mabaella
Caloptilia mabaella (tên tiếng Anh: Hawaiian Ebony Leaf Miner) là một loài loài bướm thuộc họ Gracillariidae. Nó chỉ được tìm thấy ở Oahu.
Ấu trùng ăn các loài Diospyros sandwicensis, Diospyros hillebrandii và Diospyros haplostylis. Chúng ăn lá cây nơi chúng sống.